# Nikolaus Forgó

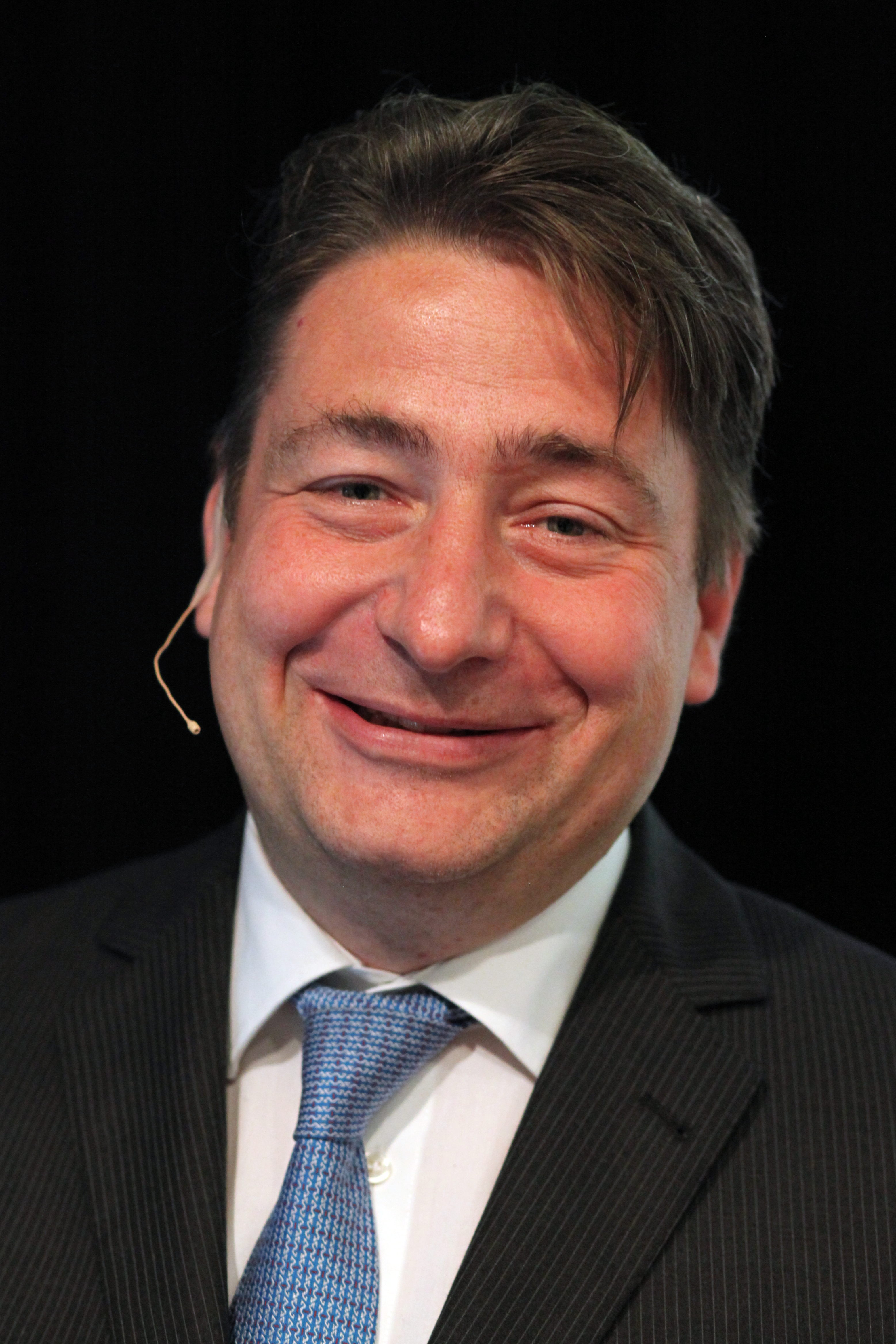
Nikolaus Forgó (2013)

Nikolaus Forgó (* 27. Mai 1968 in Wien) ist ein österreichischer Rechtswissenschaftler. Er lehrt und forscht auf dem Gebiet des IT-Rechts und der Rechtsinformatik und ist seit 2017 an der Universität Wien tätig, insbesondere als Leiter des Instituts für Innovation und Digitalisierung im Recht an der Juristischen Fakultät der Universität Wien.

## Leben und Werk
Nikolaus Forgó studierte nach der Matura 1986 zunächst Rechtswissenschaften, Philosophie und Sprachwissenschaften in Wien und Paris. Im Jahre 1997 promovierte er mit einer rechtstheoretischen Dissertation zum Dr. iur. Von 1996 bis 2000 war er IT-Beauftragter des Juristischen Fakultät der Universität Wien, seit Oktober 1998 ist er Leiter des Universitätslehrgangs für Informationsrecht und Rechtsinformation an der Universität Wien.
Von 2000 bis 2002 verwaltete er zunächst eine Professur für Rechtsinformatik an der Juristischen Fakultät der Leibniz Universität Hannover, von 2002 bis 2017 war er dort Professor für IT-Recht und Rechtsinformatik. Seit Oktober 2017 ist er Professor für Technologie- und Immaterialgüterrecht an der Universität Wien.
Von April 2007 bis September 2017 war er Leiter des Instituts für Rechtsinformatik und Beauftragter der Juristischen Fakultät für den Ergänzungsstudiengang Rechtsinformatik (EULISP). Einen Ruf auf eine Professur für IT- und Europarecht im Mai 2005 an die Donau-Universität Krems lehnte er ab.
Auf der Videoplattform Youtube betreibt Nikolaus Forgó die Reihe „Ars Boni“. Dabei werden Experten zu Fragestellungen, die insbesondere die Covid-19-Pandemie betreffen, interviewt. Der Kanal hat rund 4650 Abonnenten (Stand September 2023).
Seit 2018 ist Nikolaus Forgó Expertenmitglied des österreichischen Datenschutzrats. 2021–2022 war Nikolaus Forgó Präsident der Wiener Rechtsgeschichtlichen Gesellschaft. Ende 2023 wurde er Mitglied des neu gegründeten AI Advisory Boards der Bundesregierung.

## Privat
Nikolaus Forgó ist seit 1999 mit Birgit Forgó-Feldner verheiratet. Die beiden haben zwei Kinder. Nikolaus Forgó betreibt Leichtathletik als Hobby.

## Schriften

### Bücher
- mit Alexander Somek: Nachpositivistisches Rechtsdenken. Inhalt und Form des positiven Rechts. Wien 1996, 386 Seiten.
- Recht sprechen. Zur Theorie der Sprachlichkeit des Rechts. Jur. Diss. Wien 1997, 260 Seiten.
- mit Birgit Feldner (Hrsg.): Norm und Entscheidung. Prolegomena zu einer Theorie des Falls. Wien/New York 2000, 358 Seiten.
- mit Birgit Feldner, Udo Kremnitzer, Florian Philapitsch (Hrsg.): Chaos Control. Das Internet als dunkle Seite des Rechts. Wien 2001, 106 Seiten.
- mit Birgit Feldner, Simone Dieplinger. Martin Witzmann (Hrsg.): Probleme des Informationsrechts. Analysen, Fakten, Positionen. Wien 2003, 496 Seiten.
- mit Tina Krügel, Stefan Rapp: Zwecksetzung und informationelle Gewaltenteilung. Ein Beitrag zu einem datenschutzgerechten E-Government. Baden-Baden 2006, 114 Seiten.
- mit Jörg Heidrich, Thorsten Feldmann (Hrsg.): Online-Recht. Ein Leitfaden für die Praxis. Hannover 2007, ca. 500 Seiten.
- mit Regine Kollek, Marian Arning, Tina Krügel, Imme Petersen: Ethical and legal requirements for transnational genetic research. Beck, München 2010, ISBN 978-3-406-61011-0, 141 Seiten.

### Kommentierungen
- Kommentierung des Signaturgesetzes und der Signaturverordnung für www.lexisnexis.de (überwiegend abgeschlossen)

Onlineherausgeberschaft
- Nikolaus Forgó, Alexander Somek (Hrsg.): Vienna Working Papers in Legal Theory, Political Philosophy, and Applied Ethics No. 16.  Wien 1999 (bisher 37 Arbeiten)

### Sonstiges
- als Herausgeber: Wenn’s Recht viniert. Das Weinbuch von und für Juristen. Wien 2004.